# 郭萬里
郭萬里（1547年—？），字雲程，號海鵬，山西太平縣（今屬襄汾縣）南賈人，明朝政治人物。

## 生平
萬曆四年（1576年）丙子科山西鄉試第三十七名舉人。萬曆八年（1580年）庚辰科三甲第一百名進士。工部觀政，初為山東萊州府推官，十四年行取，擢江西道監察御史，十六年差巡按甘肃。十七年升山东佥事，调任陕西，二十年升副使，二十二年九月升本省参政，分守西宁。
萬曆三十四年（1606年）七月起复陝西右參政。

## 家族
曾祖父郭寶，曾任縣丞；祖父郭九齡，曾任縣主簿；父親郭如山，封莱州府推官。母衛氏。